# Nikolos Barataschwili

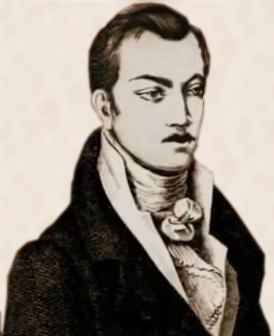
Nikolos Barataschwili

Nikolos Barataschwili (georgisch ნიკოლოზ ბარათაშვილი; * 4. Dezember 1817 in Tiflis; † 21. Oktober 1844 in Gjandscha, heute Gəncə, Aserbaidschan) war ein georgischer Dichter. Sein Werk war der Höhepunkt der georgischen Romantik. Nach Auffassung von Ilia Tschawtschawadse markieren seine Arbeiten die Einführung des Europäismus in die georgische Literatur.

## Leben
Barataschwili wurde als Sohn einer verarmten Aristokratenfamilie geboren. Seine Mutter Efemia war eine Schwester von Grigol Orbeliani und Enkelin des georgischen Königs Irakli II.
Auf dem Gymnasium in Tiflis lernte er bei Solomon Dodaschwili, der ihn stark beeinflusste. Weil seine Familie wenig Geld hatte, konnte er sich seinen Wunsch, in Russland zu studieren, nicht erfüllen. Auch seinen Berufswunsch Offizier, konnte wegen körperlicher Unzulänglichkeiten nicht realisiert werden. Um seiner Familie zu helfen, nahm er eine einfache Anstellung an.
Barataschwilis Privatleben verlief dramatisch. Er hatte eine intensive Beziehung mit Jekaterina Tschawtschawadse. In seinen persönlichen Briefen spiegeln sich starke seelischen Konflikte.
1844 starb er im Alter von 27 Jahren an Malaria. Er wurde zunächst an seinem Sterbeort im östlichen Aserbaidschan begraben. 1893 wurde seine Asche nach Tiflis überführt und unter großer öffentlicher Anteilnahme auf dem Pantheon am Berg Mtazminda beigesetzt.

## Leistungen
Ein Schlüssel zum Denken Barataschwilis bietet sein Gedicht Das Schicksal Georgiens (1839). Es gründet auf dem historischen Ereignis der Zerstörung von Tiflis durch die Armeen des persischen Schahs Aga Mohammed Khan 1795 und der Frage, wie Georgien politisch überleben kann. Kartlien-Kachetiens letzter König Irakli II. vertritt den politischen Realismus, der weiß, dass sein Land nur im Anschluss an Russland überleben kann. Demgegenüber steht Salomon Leonidse, der glaubt, dass dies zum Verlust der nationalen Identität Georgiens führen werde. Zwar liegen die Sympathien des Dichters bei Leonidse, doch das rationale Konzept des Königs gewinnt im Gedicht wie in der Geschichte die Oberhand.
Barataschwili entwickelte verschiedene komplizierte künstlerische und intellektuelle Vorstellungen. In dem früher entstandenen Gedicht Dämmerung über dem Mtazminda (1833–36) ist eine romantische Sehnsucht nach der Befreiung von irdischen Lasten spürbar, die sich mit geheimen Naturkräften verbindet. Seine wichtigsten Arbeiten waren Der böse Geist (1843), Gedanken am Ufer der Kura (1837) und Merani (1842), in denen ein vom Glauben inspirierter, allmächtiger Verstand danach verlangt, sich bewusst für seine Brüder zu opfern. Der tragische Optimismus in Merani gleicht einem Manifest des romantischen Geistes: aktiv, lebensbejahend und voll von revolutionären Sehnsüchten.
Boris Pasternak hat seine Gedichte in die russische Sprache übertragen. Der Komponist Otar Taktakischwili schuf 1972 ein Oratorium, das den Namen des Dichters trägt.

## Auszeichnungen
Georgiens Hauptstadt Tiflis hat Barataschwili an seinem letzten Wohnort in der Tschachruchadse Straße 17 ein Gedenkmuseum mit Literatursalon und Bibliothek eingerichtet und eine zentrale Kura-Brücke nach ihm benannt. 1975 wurde am linken Kura-Ufer ein vom Bildhauer Boris Zibadse geschaffenes bronzenes Denkmal errichtet.

## Werke
- Das dichterische Werk. Übersetzt von Hans-Christian Günther. Mit einer Einleitung von Luigi Magarotto. Königshausen und Neumann, Würzburg 2005, ISBN 3-8260-2856-2 (Buchvorschau bei Google Books)
- Gedichte. Hrsg. von Nodar Kakabadse. Ganatleba, Tbilisi 1968
- Lirika. Khudozh. lit-ra, Moskva 1967
- Stikhotvoreniia, poema, pis'ma. Merani, Tbilisi 1968